# Pablo Zabaleta
Pablo Javier Zabaleta Girod (Buenos Aires, 16 de enero de 1985) es un exfutbolista argentino nacionalizado español. Jugaba como defensa o centrocampista. Su último equipo fue el West Ham United F. C. de Inglaterra. Fue internacional con la selección de fútbol de Argentina actualmente es asistente técnico en la Selección de fútbol de Albania
Con la selección de fútbol de Argentina disputó varios partidos, al igual que en las categorías inferiores, con las que se consagró campeón del Mundial sub-20 en la edición de 2005, y obtuvo la medalla de oro en los Juegos Olímpicos de Pekín 2008. También participó en la Copa Mundial de Fútbol de 2014, en la que fueron subcampeones.
En la actualidad ejerce como entrenador asistente de la Selección de Albania.
Sin embargo actualmente también juega en la Kings League, concretamente en el equipo de Sergio "El Kun" Agüero, Kunisports.

## Trayectoria como deportista

### C. A. San Lorenzo
A pesar de que nació en la ciudad de Buenos Aires, se crio en la localidad de Arrecifes, en la parte norte de la Provincia de Buenos Aires. Empezó jugando en el club local Club Atlético Obras Sanitarias de Arrecifes y, a los doce años de edad se marchó a las divisiones inferiores de San Lorenzo de Almagro. Empezó actuando como volante defensivo u ofensivo, y luego como lateral o volante por derecha. 
Debutó en San Lorenzo (equipo del cual es declarado hincha) el 6 de septiembre de 2002 en el triunfo ante Monagas Sport Club por 5-1 en la vuelta de la Copa Sudamericana de ese año; el encuentro fue disputado por mayoría de suplentes por parte de San Lorenzo y fue el único partido de Zabaleta en ese año. El 16 de marzo de 2003 debutó como titular en la Primera división argentina con San Lorenzo en la caída 1-2 frente a Boca de la mano del DT Rubén Darío Insúa, en donde realizó una discreta tarea. Pronto se convirtió en uno de los habituales titulares del equipo disputando la mayoría de los partidos. Con el ciclón consiguió la primera Copa Sudamericana, en 2002, junto con otros jóvenes de ese equipo como Pablo Barrientos y Gonzalo Javier Rodríguez, aunque no tuvo mayor participación, ya que disputó un solo encuentro. Este logro le permitió al equipo participar de la Recopa Sudamericana 2003, que concluyó con una derrota por 2-0 frente al campeón de la Copa Libertadores, Club Olimpia, del cual Zabaleta no fue partícipe. En primera etapa del 2003 el DT Insúa fue destituido como consecuencia de los malos resultados. 
Ya en el segundo semestre del 2003 asumió como entrenador Néstor Gorosito, quién le dio mayor protagonismo consolidándolo como el lateral derecho titular del equipo. Producto de esta confianza, marcó su primer gol frente a Chicago, donde abrió el marcador en la victoria por 2-1. El año terminó de forma positiva, ya que el equipo consiguió el subcampeonato en el Apertura 2003 detrás de Boca y la clasificación a la Copa Libertadores 2003, a pesar del fracaso en la Copa Sudamericana 2003, el primer torneo internacional que Zabaleta disputó en calidad de titular, donde fue eliminado en primera fase ante el equipo boliviano The Strongest, por el global de 3-2.
El comienzo de 2004 no fue óptimo para el club, en contra partida con el de Zabaleta que marcó su primer doblete en el empate 2-2 frente a Independiente. San Lorenzo finalizó el torneo con un 9° puesto y nuevamente fue destituido el DT. En el segundo semestre se nombró al nuevo entrenador, Héctor Veira. Con él, el equipo cosechó una 5.ª posición en el Apertura 2004 con un equipo cuya base residió en los juveniles del club. De igual forma, el equipo fue eliminado de la Copa Sudamericana 2004 en primera fase ante Boca por 4-1 en penales, luego de un empate por 2-2 en el global.
El 2005 San Lorenzo disputó la Copa Libertadores, el torneo de máximo prestigio en Sudamérica. Para la cita el club se reforzó con la adquisición de futbolistas experimentados a fin se consolidar a los juveniles. El equipo fracasó en la copa, eliminando en la fase de grupos donde solamente cosechó tres puntos sin triunfos. Asimismo, en el torneo local, San Lorenzo finalizó 16.º. Para Zabaleta esto significó el fin de su ciclo en el club.

### R. C. D. Espanyol
En 2005 fue transferido por 4 000 000 de euros al Real Club Deportivo Espanyol de Barcelona. La experiencia que adquirió jugando en San Lorenzo, y con la selección sub-20, sumados su desempeño fue lo que le permitió dar el salto a Europa. Desde el inicio de temporada, se ganó un lugar entre los titulares como mediocampista por la derecha, a pesar de ser nuevo. Es así que jugó su primer partido de la temporada en la derrota 2-0 contra el Getafe CF. Marcó su primer gol contra el Málaga CF en donde abrió el marcador en el triunfo por 2-1. En noviembre se produjo un corto circuito entre Miguel Ángel Lotina y Zabaleta debido a que el entrenador dejó de contar con él durante diversos partidos. El jugador realizó declaraciones públicas para que el DT le explicara los motivos sobre sus ausencias, debido a que su nivel no decayó en ningún momento. No obstante, el asunto fue solucionado y Zabaleta volvió a la alineación titular al siguiente partido. En total jugó, en su primera temporada, 27 partidos y marcó 2 goles. El equipo logró la Copa del Rey 2005-2006 frente al Real Zaragoza, donde logró un triunfo por 4-1. En consecuencia, el RCD Espanyol clasificó a la Copa de la UEFA, y en La Liga 2005-2006 logró la posición 15.ª. De igual forma, el equipo fue eliminado de la Copa de la UEFA 2005-06 en los dieciseisavos de final a manos del FC Schalke 04 por 5-1 en el global.
En 2006-07 asumió como entrenador Ernesto Valverde. Con él Zabaleta se consolidó y comenzó a actuar como lateral por la derecha, su posición original. No obstante, sufrió una grave lesión en el hombro durante un entrenamiento, tras un encontronazo con un compañero de equipo, y tuvo que ser operado; por lo que estuvo inactivo casi tres meses. Ese año el Real Club Deportivo Espanyol realizó un gran papel en la Copa de la UEFA 2006-07 en donde hizo historia debido a que consiguió acceder a la final por segunda vez desde su fundación. Sin embargo, perdió por penales frente al Sevilla FC tras un partido que finalizó con un marcador de 2 a 2 en tiempo de alargue. Zabaleta, por causa de su lesión, se perdió la mayoría de los encuentros, pero su recuperación finalizó a tiempo para participar de la final y fue convocado como titular para el encuentro. En julio juró la Constitución Española y obtuvo la nacionalidad de este país, convirtiéndose en jugador comunitario. El año finalizó positivamente, ya que el club logró una excelente campaña de invierno, obteniendo una plaza, momentáneamente, para clasificarse a la Liga de Campeones. Nuevamente el Inter intentó ficharlo en verano con el objetivo de sustituir a Javier Zanetti en el momento de su retiro, además de un supuesto interés del Athletic Club, lo que pudo haber significado un hecho histórico para la institución vasca.
En 2008 el objetivo del Real Club Deportivo Espanyol fue clasificarse a alguna copa internacional, idea que se sustentó de la excelente primera rueda. Pero el fin de la temporada no fue tan productivo como el principio. El equipo no mantuvo su fortaleza en el Estadio Olímpico Lluís Companys, que lo caracterizó en la primera parte del año, y tampoco se hizo fuerte de visitante, con lo que empezó a decaer en las posiciones de La Liga 2007-08, en este marco sufrió su primera expulsión como profesional. Tampoco logró un mejor desempeño en la Copa del Rey 2007-08 debido a que fue eliminado en octavos de final por el Athletic Club 4-3 en los penales, luego del 2-2 definitivo. En abril, ante el interés de diferentes clubes de Europa, el RCD Espanyol de Barcelona intentó renovarle el contrato antes de que finalice en 2010 que incluyó una mejora notable en el aspecto económico y un aumento de cláusula, Igualmente la postura de Zabaleta fue la de cambiar de aires ante un firme interés de la Juventus FC. El año terminó negativamente, el equipo de estar 3.º en invierno finaliza 12.º y el sueño de la UEFA Champions League no fue concretado.

### Manchester City F. C.
El 29 de agosto de 2008 dejó el Espanyol y pasó a formar parte del Manchester City Football Club inglés, mediante un traspaso de 8 000 000 de euros y con un contrato por 4 años. Su debut en su nuevo equipo se produjo el 13 de septiembre de 2008 en la derrota frente al Chelsea FC por 3-1 de local y su primer gol lo marcó frente al Wigan Athletic en el triunfo por 1-0. El 5 de octubre recibió la segunda expulsión de su carrera, la primera en sus nuevo club, frente al Liverpool FC. Más allá de este hecho, su adaptación fue veloz, al igual que la devoción de los hinchas hacia con él, este hecho se consolidó cuando recibió el premio "Thomas Cook Player of the Month" del mes de enero. En su primera temporada con el club de Mánchester disputó la mayoría de los encuentros como titular, además de que jugó en diversas posiciones. Esto provocó los elogios de su entrenador. Sin embargo, el desempeño grupal del equipo no fue exitoso debido a las prontas eliminaciones de la Carling Cup de 2008-09 y de la Copa FA de 2008-09, y del décimo lugar en la Premier League impidiendo la clasificación del club a una competencia internacional. Así mismo, en el plano europeo, fue eliminado en cuartos de final de la Copa de la UEFA 2008-09, a manos del Hamburgo SV.

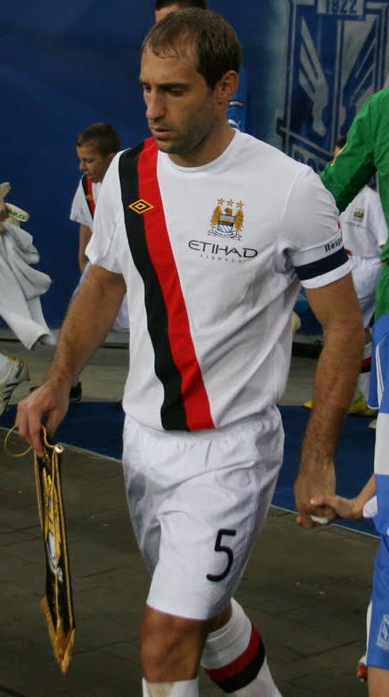
Zabaleta como capitán frente al Lech Poznań por la UEFA Europa League 2010-11.

En la temporada 2009-10 el Manchester City se reforzó con la adquisición de jugadores de nivel internacional, bajo capitales del Jeque Mansour bin Zayed Al Nahyan. Esto lo relegó al banco de suplentes, que disputó pocos partidos en el primer semestre. Hacia mitad de temporada Mark Hughes fue destituido como entrenador ante los malos resultados, y en su lugar asumió Roberto Mancini, quién le devolvió la titularidad. Mancini utilizó a Pablo no solo como defensor, sino muchas veces como mediocampista central o por la derecha por lo que demostró su la polifuncionalidad. Esto provocó los elogios del entrenador, que lo consideró una pieza fundamental del equipo por su entrega y capacidad de adaptación, además de su buena predisposición. En cuanto a las competiciones, el City fue eliminado de la Carling Cup de 2009-10 en semifinal frente a su clásico rival, el Manchester United, por el marcador final de 4-3. De igual forma, en la FA Cup de 2009-10 no logró superar los octavos de final, debido a que cayó frente al Stoke City, donde, tras el empate 1-1, se tuvo que jugar un replay que el City perdió por 3-1 en la prórroga. En la Premier League 2009-10 el City cosechó la 5ª posición, lo que le permitió participar de la UEFA Europa League 2010-11. Además, debido al buen papel que tuvo Zabaleta, en adición a la temporada del equipo, el club le renovó el contrato por cuatro años, a pesar de que el vínculo no vencía sino hasta el 2012.
En 2010-11 Zabaleta rotó entre la titularidad y la suplencia, así como de posición, disputando partidos como lateral por la izquierda. Durante el primer semestre de la temporada disputó su primer partido oficial como capitán del equipo, frente al Lech Poznań por la Liga Europa de la UEFA 2010-11, y marcó su segundo en el City, frente al Fulham en el triunfo por 4-1. Estos éxitos personales se reflejaron en el equipo, que finalizado el 2010 el Manchester City se encontró peleando las primeras posiciones. El comienzo del 2011 fue poco auspicioso con la pronta eliminación del equipo en la Europa League, en octavos de final. No obstante, esta caída fue opacada con la conquista de la FA Cup 2010-11, cortando una sequía de 35 años del equipo sin campeonar, y con la clasificación a la UEFA Champions League de 2011-12. También durante el 2011 Zabaleta marcó su tercer gol en el City, frente al West Ham en la victoria por 2-1.
Al igual que la temporada anterior, el 2011-2012 estuvo marcado por la rotación entre Zabaleta y Micah Richards por el lateral derecho. Como prueba de ello, Zabaleta no fue parte de la convocatoria en la derrota por 3-2 del Manchester City frente a su eterno rival en la  Community Shield. Este resultado luego se repetiría en la eliminación del equipo en FA Cup 2011-12 frente al mismo rival, con Zabaleta ingresando como suplente.
En el plano internacional, Zabaleta fue titular en cuatro de los seis partidos de la fase de grupos de la  Liga de Campeones de la UEFA, instancia donde el Manchester City fue eliminado y transferido a la  Liga Europa de la UEFA. En esta competición, el jugador apenas ingresó como suplente en uno de los cuatro partidos disputados por el Manchester City, que fue eliminado en dieciseisavos de final por el Sporting de Lisboa.
Sin embargo, esta serie de resultados negativos se revirtió con la obtención de la  Premier League por parte del Manchester City, primer título de liga para el club desde 1968. Zabaleta tuvo una participación crucial en este hecho, ya que anotó el primer gol en la dramática victoria del City por 3-2 sobre el Queens Park Rangers en la última jornada, asegurando el título. 

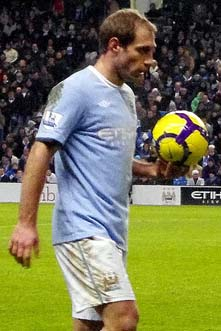
Zabaleta a punto de realizar un saque de banda.

Las constantes lesiones de Micah Richards y la incorporación de Maicon marcaron un nuevo panorama para Zabaleta durante la temporada 2012-2013. En este sentido, en el primer partido por una definición, Zabaleta fue titular y completó el partido en el triunfo del Manchester City frente al Chelsea por 3-2 en la  Community Shield. Este fue el único título del equipo, con una eliminación en la fase de grupos de la Liga de Campeones de la UEFA, una derrota en la final de la FA Cup frente al Wigan, donde Zabaleta fue titular y expulsado por doble amonestación, y el segundo puesto en la Premier League.
En el plano personal, esta fue una temporada consagratoria para Zabaleta, donde se adueñó de la titularidad en el lateral derecho. Fue uno de los jugadores con más partidos disputados en la temporada en el Manchester City, elegido Jugador del Mes del equipo tanto en diciembre de 2012 como en enero de 2013 y Jugador del Año del Manchester City. Asimismo, fue capitán suplente del club durante la ausencia por lesión de Vincent Kompany entre enero y marzo de 2013 y el único jugador del City en ser nombrado en el Equipo del Año de la Premier League PFA 2012-13
Para la temporada 2013-2014 se produjo un cambio de entrenador en el equipo, donde Manuel Pellegrini reemplazó a Roberto Mancini. Esto no trajo grandes cambios para Zabaleta, ya que continuó siendo la primera opción en su posición. Con el nuevo mando, el Manchester City consigue clasificar a octavos de final de la  Liga de Campeones de la UEFA por primera vez en su historia, donde fue derrotado por el FC Barcelona por un resultado global de 1-4. Adicionalmente, el equipo obtuvo la Copa de la Liga al derrotar al Sunderland en la final por 3-1, completando así Zabaleta todos los títulos del máximo nivel del fútbol inglés, y la Premier League en la última jornada. Durante el desarrollo de la temporada, Zabaleta marcó un único gol frente al West Bromwich Albion en la victoria por 3-1.

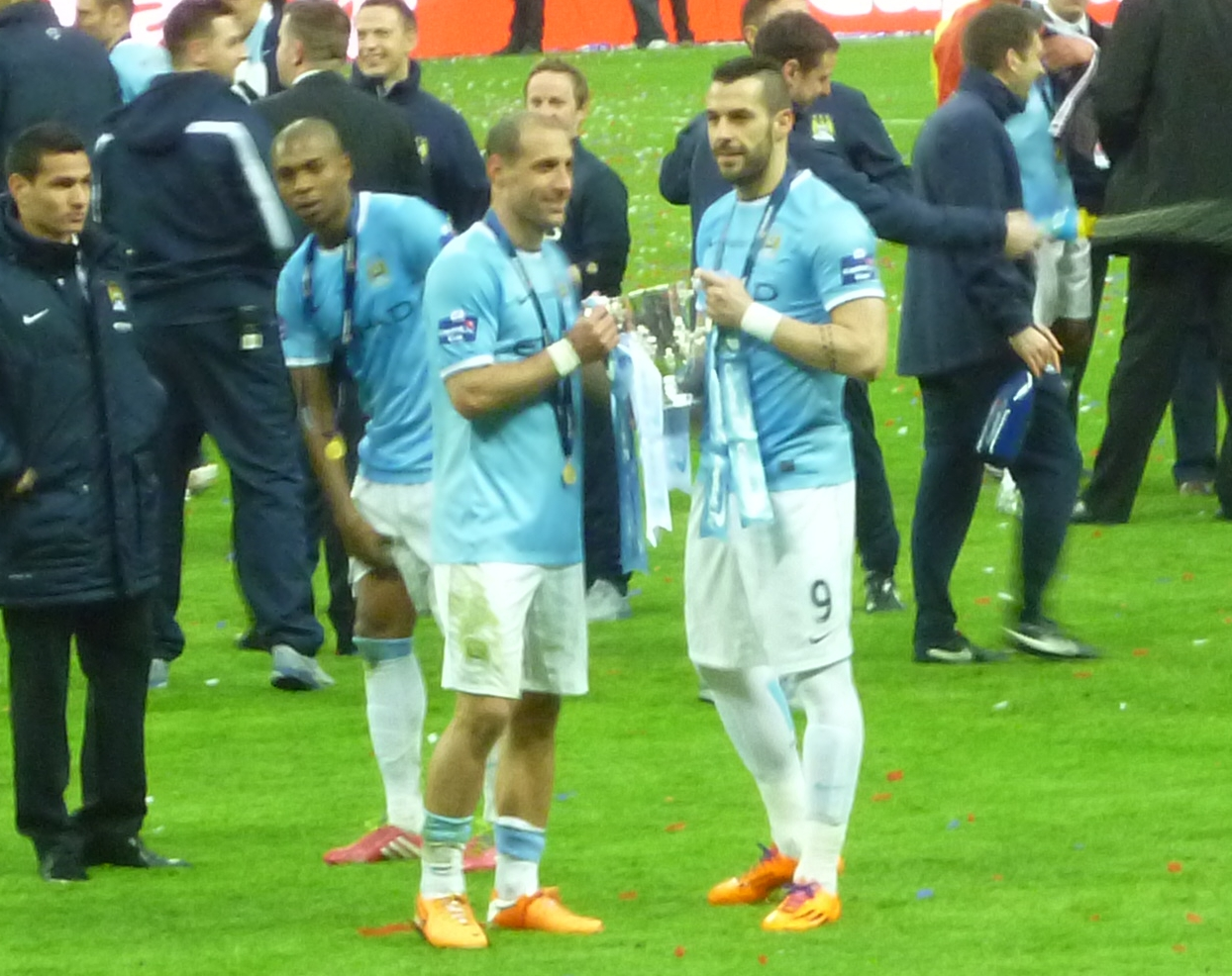
Zabaleta (izquierda) junto a Álvaro Negredo con el trofeo de la Copa de la Liga de Inglaterra 2013-14.

En 2014-2015 el City adquirió a Bacary Sagna para competir con Zabaleta por el puesto, aunque sin lograr quitarle la titularidad. En el comienzo de la temporada, el equipo es derrotado 3-0 por el  Arsenal en el marco de la  Community Shield, partido al cual Zabaleta no fue convocado ya que se le permitió extender sus vacaciones tras el Mundial de 2014. La temporada continuó sin ningún título para el equipo, con un segundo puesto en la Premier League, eliminaciones en la cuarta ronda de la Copa de la Liga y de la  FA Cup y la derrota en octavos de final de la  Liga de Campeones de la UEFA frente al Barcelona por un global de 1-3. En el devenir de la temporada, Zabaleta marcó un gol en la victoria 4-1 frente al Sunderland por la Premier League, y otro frente a la Roma en el triunfo 2-0 por la fase de grupos de la Liga de Campeones.
En el inicio de la temporada 2015-2016 Zabaleta tuvo una lesión en la rodilla, lo que lo alejó de los campos por un tiempo. Esto le hizo perder terreno como titular, disminuyendo su participación considerablemente frente a temporadas pasadas. Sin embargo, en enero de 2016, Pablo alcanzó los 200 partidos como jugador del Manchester City en la victoria por 4-0 frente al Crystal Palace, declarando sentirse mitad mancuniano y mitad argentino. En relación con el desempeño del equipo, el City alcanzó la cuarta posición en la Premier League, peor resultado desde 2010, y se alzó con la Copa de la Liga venciendo al Liverpool por penales, donde Zabaleta ingresó en el segundo tiempo. Adicionalmente, en la  Liga de Campeones de la UEFA, el equipo alcanzó las semifinales por primera vez en su historia, siendo derrotado ajustadamente por el Real Madrid por un global de 0-1.
En la temporada 2016-2017 se produjo una nueva modificación de entrenador, donde Josep Guardiola reemplazó a Manuel Pellegrini en el puesto. Para Zabaleta este cambio implicó repartir minutos con Sagna en el lateral derecho, así como el comienzo del adiós a la institución. El City alcanzó la tercera posición en la Premier League y las semifinales en la Copa FA, donde fue derrotado por el Arsenal por 1-2. Asimismo, fue eliminado por el Mónaco en los octavos de final de la  Liga de Campeones de la UEFA por un global de 6-6, definiéndose el vencedor por los goles de visitante. 
En su última temporada en el club, Zabaleta hizo 32 apariciones en todas las competiciones y anotó dos goles, frente al Watford por la Premier League y frente al Huddersfield por la Copa FA. Su última aparición con el Manchester City se produjo el 16 de mayo de 2017, con una victoria en casa por 3-1 contra el West Bromwich Albion. Después del partido el técnico del City, Pep Guardiola, lo elogió como una leyenda para el club y como homenaje Zabaleta recibió boletos de por vida para ver al Manchester City y una camiseta con la inscripción "Zabaleta 333" por la cantidad de partidos disputados con el City.

### West Ham United F. C.
El 26 de mayo de 2017 fue presentado como nuevo jugador del West Ham United, también de la Premier League, donde firmó contrato por dos temporadas en condición de libre. Su debut se produjo en la visita al Manchester United por la Premier League, donde jugó los 90 minutos y recibió una tarjeta amarilla en la derrota del West Ham por 0-4. Este mal inicio de temporada fue un reflejo del devenir del equipo, peleando por las últimas posiciones de la tabla en la primera parte de la temporada, lo que llevó a un cambio de entrenador en noviembre. El West Ham, finalmente, ocupó la decimotercera posición en la Premier League y fue eliminado en cuartos de final de la Copa de la Liga y en la cuarta ronda de la Copa FA. Zabaleta, por su parte, fue uno de los jugadores con mayor cantidad de encuentros disputados del equipo en la temporada, aunque sin marcar goles. 

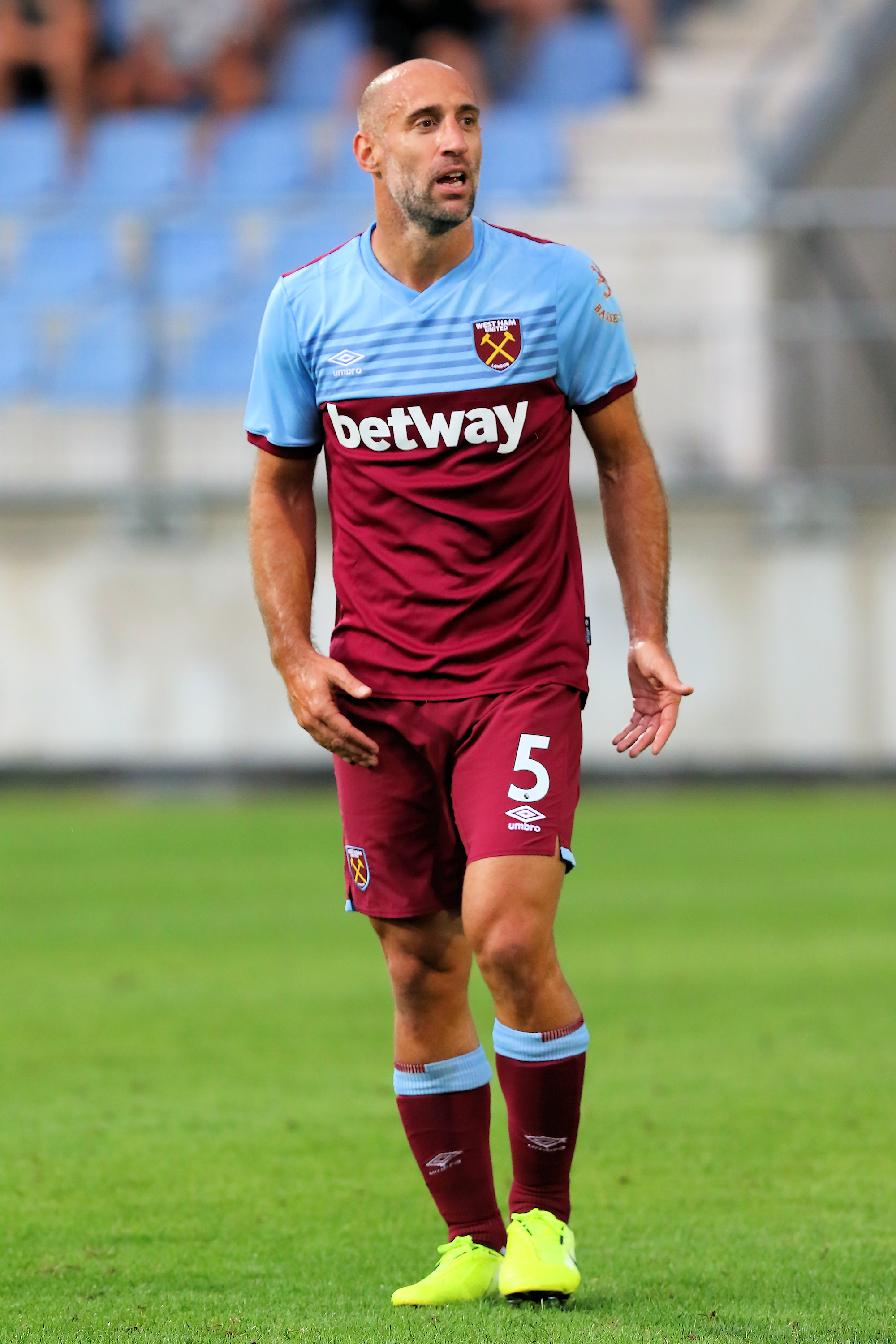
Zabaleta disputando un amistoso con el West Ham United frente al Hertha Berlín.

Para la temporada 2018-2019 el West Ham contrató a Manuel Pellegrini como entrenador, conocido por Zabaleta por haberlo dirigido en el Manchester City.  Asimismo, en comparación con ventanas de transferencias anteriores, el club realizó un importante esfuerzo económico en refuerzos, rompiendo dos veces su récord de monto pagado por un jugador. Entre estas compras, el equipo adquirió los servicios de Ryan Fredericks para competir con Zabaleta por el lateral derecho. Sin embargo, el desempeño del West Ham no difirió demasiado del de la temporada pasada, con un décimo puesto en la Premier League y eliminaciones en la cuarta ronda de la Copa de la Liga y de la Copa FA. Zabaleta fue titular en la mayoría de los partidos del equipo, sin marcar goles, aunque repartió minutos con Fredericks en el lateral.
En mayo de 2019, Zabaleta amplió su contrato con el West Ham hasta el verano de 2020, en lo que fue su última temporada en el club. Posteriormente, el 5 de enero de 2020, Zabaleta anotó su único gol con el equipo en la victoria por 2-0 contra el Gillingham en la tercera ronda de la Copa FA. Cinco días después, en el partido contra el Sheffield United, Zabaleta se convirtió en el primer argentino, y tercero sudamericano, en registrar 300 apariciones en la Premier League. En marzo, como consecuencia de la pandemia de COVID-19, la temporada se suspendió provisoriamente, parate que duró tres meses. En junio de 2020, West Ham le ofreció al jugador una extensión del contrato hasta el final de la temporada, pero una lesión impidió su firma. El último partido de Zabaleta con el West Ham fue el 19 de febrero en la derrota frente al Manchester City, ingresando en el segundo tiempo. Su última convocatoria se dio 7 de marzo en la derrota frente al Arsenal, donde no sumó minutos. Cuando Zabaleta dejó al equipo, este se ubicaba en la posición decimoséptima de la Premier League luego de 31 jornadas, ya eliminado de la FA Cup en cuarta ronda y de la Copa de la Liga en tercera ronda. 
Durante su tiempo en el West Ham, Zabaleta jugó un total de 80 partidos distribuidos en tres temporadas, anotó un gol y no consiguió alzar ningún título.

### Retirada
El 16 de octubre de 2020, estando sin equipo tras haber abandonado el equipo londinense al término de su contrato en el mes de junio, anunció su retirada. Entonces se instaló en Barcelona para iniciar el curso de entrenador UEFA A en la escuela de entrenadores de la Federación Catalana de Fútbol.

## Trayectoria como entrenador
En enero de 2023 Zabaleta fue presentado como entrenador asistente de la Selección de Albania. Esta primera experiencia en un cuerpo técnico se produce de la mano de Sylvinho, antiguo compañero en el Manchester City, quién asumió como entrenador del equipo con el objetivo de clasificar a las águilas a la Eurocopa 2024. Albania finalmente alcanza este propósito, logrando la primera posición en el Grupo E e ingresando en el Bombo 2 del sorteo de la Eurocopa.

## Selección nacional

### Selecciones juveniles
| Selección | Partidos | Goles |   |   |
| --------- | -------- | ----- | - | - |
| Sub-17    | 6        | 1     | 2 | 0 |
| Sub-20    | 28       | 4     | 5 | 0 |
| Sub-23    | 9        | 0     | 1 | 0 |
| Total     | 50       | 7     | 8 | 0 |

A los 14 años fue convocado por Hugo Tocalli al Seleccionado Sub-15 de Argentina. Participó de muchos torneos juveniles para la selección argentina incluyendo el Mundial Sub-17 de 2001 jugado en Trinidad y Tobago, donde fue el capitán del equipo jugando todos los partidos (además de marcar un gol), y su correspondiente Sudamericano Sub-17, en donde consiguió llegar a la final.
Ya con 17 años, Zabaleta fue convocado a la selección sub-20 con la cual, en el 2003, participó del Sudamericano Sub-20 de ese año y en el Mundial Juvenil de 2003, jugado en los Emiratos Árabes Unidos, en donde se hizo presente en la mayoría de los partidos a pesar de su corta edad (era uno de los más jóvenes del plantel).
En 2005 participó del Sudamericano Sub-20, nuevamente, y del Mundial Juvenil 2005 de los Países Bajos en donde disputó todos los partidos como titular, además de que fue el capitán del equipo en todos ellos. De igual forma consiguió marcar tres goles, fue el segundo goleador del equipo detrás de Lionel Messi, alguno de ellos importantes, como el del partido frente a Brasil, en los minutos finales, que fue fundamental para la clasificación a la final.
En 2008 fue nuevamente convocado a la selección juvenil, la sub-23, en donde disputó un amistoso frente a la Guatemala como preparación para los Juegos Olímpicos. En marzo del mismo año Batista entregó a la AFA, de acuerdo a las normas de los Juegos Olímpicos de Pekín 2008, la lista provisional de 56 futbolistas preseleccionados entre los que figuró Zabaleta. Ya en mayo la selección volvió a participar en un amistoso, esta vez frente a la selección de Cataluña. En julio Batista definió la lista oficial para la participación en los Juegos Olímpicos de Pekín 2008, Zabaleta quedó convocado entre los 18 seleccionados. En ese mismo mes la selección, como preparación, participó de un amistoso contra Japón al que venció por 1-0.
Zabaleta hizo su debut en los Juegos Olímpicos el 7 de agosto de 2008, en el triunfo por 2-1 frente a Costa de Marfil. Luego participó frente a Australia y Serbia consiguiendo victorias por 1-0 y 2-0 respectivamente, logrando la clasificación a cuartos de final como primero del grupo. En cuartos disputó el encuentro donde la Argentina logró superar a Países Bajos por 2-1 en tiempo suplementario, luego del 1-1, y se clasificó a la semifinal. Posteriormente jugó el clásico, en la semifinal, frente a Brasil en la victoria por 3-0 y, donde además, recibió su primera amonestación en el torneo. La final por el oro se disputó contra Nigeria en el Estadio Nacional de Pekín bajo la mirada de 89102 espectadores. El seleccionado sudamericano fue, como era previsto, el vencedor del duelo por 1-0 y consiguió así su segunda medalla de oro consecutiva y el récord de 12 triunfos seguidos (sumando los de Atenas 2004).
| Competencia                    | Resultado  | Partidos | Goles |   |   |
| ------------------------------ | ---------- | -------- | ----- | - | - |
| Sudamericano Sub-17 2001       | Subcampeón | 6        | 2     | 1 | 0 |
| Mundial Sub-17 2001            | Cuarto     | 5        | 1     | 1 | 1 |
| Sudamericano Sub-20 2003       | Campeón    | 7        | 0     | 2 | 0 |
| Mundial Juvenil 2003           | Cuarto     | 5        | 0     | 0 | 0 |
| Sudamericano Sub-20 2005       | Tercero    | 9        | 1     | 2 | 0 |
| Mundial Juvenil 2005           | Campeón    | 7        | 3     | 1 | 0 |
| Juegos Olímpicos de Pekín 2008 | Campeón    | 6        | 0     | 1 | 0 |
| Total                          |            | 45       | 7     | 8 | 1 |

### Selección mayor

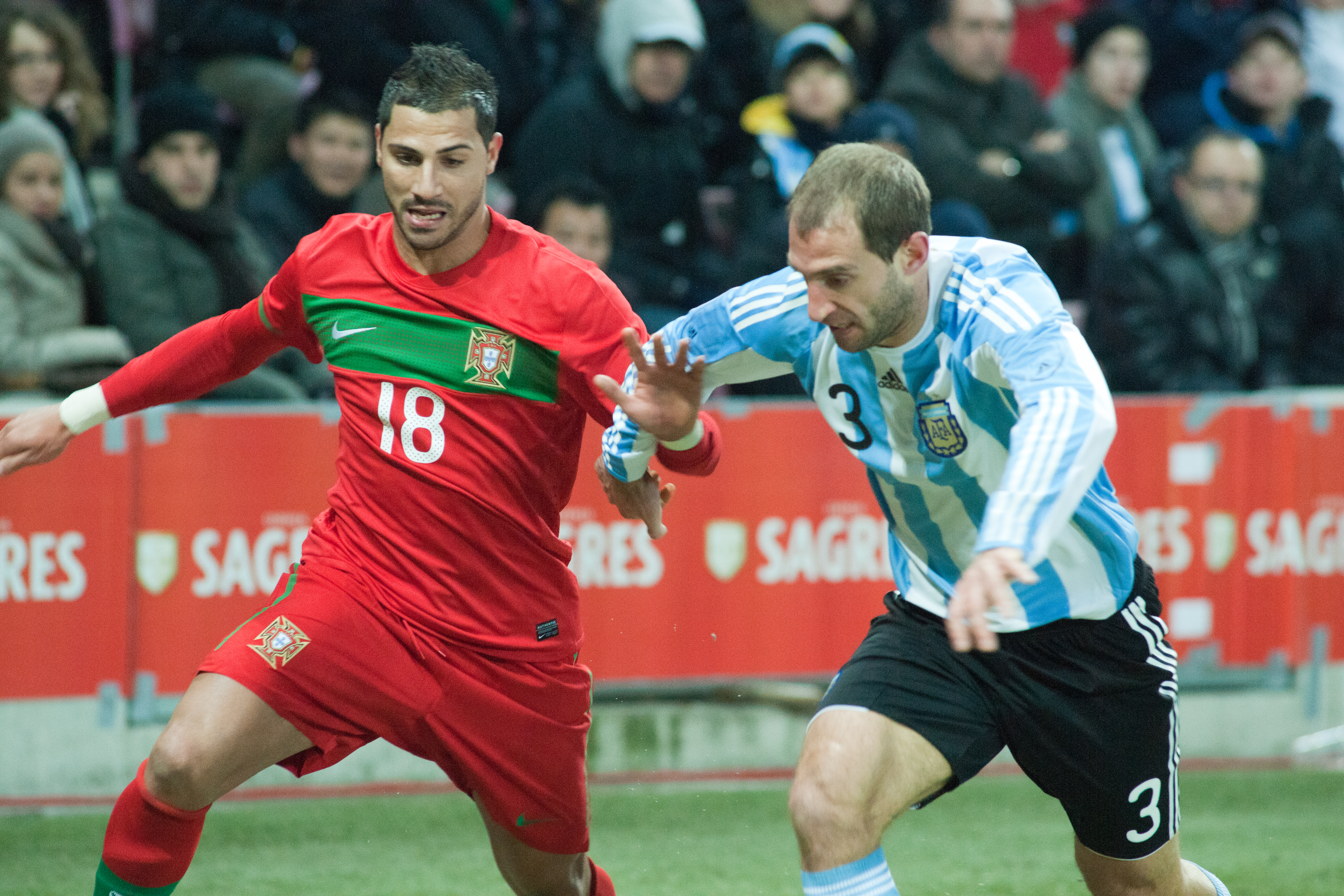
Zabaleta marcando a Ricardo Quaresma en un amistoso frente a Portugal.

Con la selección argentina debutó el 17 de agosto de 2005 en un amistoso frente a Hungría, el entrenador en ese momento era José Pekerman. En las eliminatorias debutó oficialmente el 3 de septiembre de 2005 frente a Paraguay donde fue convocado nuevamente por el entrenador José Pekerman. Posteriormente fue convocado por Alfio Basile en 2006 para una serie de amistosos frente a España, derrota 2-1, y Brasil, donde la Argentina cayó por 3-0. En 2008 volvió a la selección en un nuevo amistoso frente a Egipto, y contra Estados Unidos y México como preparación a las Eliminatorias. En el período que Diego Maradona fue entrenador del equipo no disputó ningún encuentro.
Después del Mundial de Sudáfrica 2010, durante el interinato de Sergio Batista, Zabaleta fue convocado para disputar amistosos frente a la selección de Irlanda, en donde ingresó en el segundo tiempo, y la selección de España, no jugó ningún minuto. Posteriormente, con la asunción de Batista como entrenador oficial, comenzó a ser citado regularmente.
Pero no fue hasta la asunción de Alejandro Sabella que Zabaleta consiguió ser considerado como uno de jugadores titulares.
El 2 de junio de 2014, 10 días antes del comienzo de la Copa Mundial de Fútbol de 2014, se confirma su presencia para ser uno de los 23 jugadores en representar a Argentina.
| Competencia      | Partidos | Goles |   |   |
| ---------------- | -------- | ----- | - | - |
| Amistosos        | 22       | 0     | 0 | 0 |
| Eliminatorias    | 13       | 0     | 4 | 0 |
| Juegos Olímpicos | 6        | 0     | 1 | 0 |
| Copa América     | 3        | 0     | 1 | 0 |
| Total            | 44       | 0     | 6 | 0 |

| Estadísticas de Pablo Zabaleta en la Selección Nacional | Estadísticas de Pablo Zabaleta en la Selección Nacional | Estadísticas de Pablo Zabaleta en la Selección Nacional | Estadísticas de Pablo Zabaleta en la Selección Nacional | Estadísticas de Pablo Zabaleta en la Selección Nacional | Estadísticas de Pablo Zabaleta en la Selección Nacional | Estadísticas de Pablo Zabaleta en la Selección Nacional | Estadísticas de Pablo Zabaleta en la Selección Nacional |
| Fecha                                                   | Ciudad                                                  | Local                                                   | Resultado                                               | Visitante                                               | Competencia                                             | Goles                                                   | Entrenador                                              |
| ------------------------------------------------------- | ------------------------------------------------------- | ------------------------------------------------------- | ------------------------------------------------------- | ------------------------------------------------------- | ------------------------------------------------------- | ------------------------------------------------------- | ------------------------------------------------------- |
| 17/08/2005                                              | Budapest                                                | Hungría                                                 | 1-2                                                     | Argentina                                               | Amistoso                                                | -                                                       | José Pekerman                                           |
| 03/09/2005                                              | Asunción                                                | Paraguay                                                | 1-0                                                     | Argentina                                               | Eliminatorias Alemania 2006                             | -                                                       | José Pekerman                                           |
| 03/09/2006                                              | Londres                                                 | Argentina                                               | 0-3                                                     | Brasil                                                  | Amistoso                                                | -                                                       | Alfio Basile                                            |
| 11/10/2006                                              | Murcia                                                  | España                                                  | 2-1                                                     | Argentina                                               | Amistoso                                                | -                                                       | Alfio Basile                                            |
| 07/02/2008                                              | Los Ángeles                                             | Guatemala                                               | 0-5                                                     | Argentina                                               | Amistoso Sub-23                                         | -                                                       | Sergio Batista                                          |
| 26/03/2008                                              | El Cairo                                                | Egipto                                                  | 0-2                                                     | Argentina                                               | Amistoso                                                | -                                                       | Alfio Basile                                            |
| 24/05/2008                                              | Barcelona                                               | Selección de fútbol de Cataluña España                  | 0-1                                                     | Argentina                                               | Amistoso Sub-23                                         | -                                                       | Sergio Batista                                          |
| 08/06/2008                                              | Nueva Jersey                                            | Estados Unidos                                          | 0-0                                                     | Argentina                                               | Amistoso                                                | -                                                       | Alfio Basile                                            |
| 29/07/2008                                              | Tokio                                                   | Japón                                                   | 0-1                                                     | Argentina                                               | Amistoso Sub-23                                         | -                                                       | Sergio Batista                                          |
| 07/08/2008                                              | Shanghái                                                | Costa de Marfil                                         | 1-2                                                     | Argentina                                               | Juegos Olímpicos                                        | -                                                       | Sergio Batista                                          |
| 10/08/2008                                              | Shanghái                                                | Argentina                                               | 1-0                                                     | Australia                                               | Juegos Olímpicos                                        | -                                                       | Sergio Batista                                          |
| 13/08/2008                                              | Pekín                                                   | Argentina                                               | 2-0                                                     | Serbia                                                  | Juegos Olímpicos                                        | -                                                       | Sergio Batista                                          |
| 16/08/2008                                              | Shanghái                                                | Argentina                                               | 2-1                                                     | Países Bajos                                            | Juegos Olímpicos                                        | -                                                       | Sergio Batista                                          |
| 19/08/2008                                              | Pekín                                                   | Argentina                                               | 3-0                                                     | Brasil                                                  | Juegos Olímpicos                                        | -                                                       | Sergio Batista                                          |
| 23/08/2008                                              | Pekín                                                   | Argentina                                               | 1-0                                                     | Nigeria                                                 | Juegos Olímpicos                                        | -                                                       | Sergio Batista                                          |
| 10/09/2008                                              | Lima                                                    | Perú                                                    | 1-1                                                     | Argentina                                               | Eliminatorias Sudáfrica 2010                            | -                                                       | Alfio Basile                                            |
| 11/08/2010                                              | Dublín                                                  | Irlanda                                                 | 0-1                                                     | Argentina                                               | Amistoso                                                | -                                                       | Sergio Batista                                          |
| 09/03/2011                                              | Ginebra                                                 | Portugal                                                | 1-2                                                     | Argentina                                               | Amistoso                                                | -                                                       | Sergio Batista                                          |
| 01/06/2011                                              | Abuya                                                   | Nigeria                                                 | 4-1                                                     | Argentina                                               | Amistoso                                                | -                                                       | Sergio Batista                                          |
| 05/06/2011                                              | Varsovia                                                | Polonia                                                 | 2-1                                                     | Argentina                                               | Amistoso                                                | -                                                       | Sergio Batista                                          |
| 20/06/2011                                              | Buenos Aires                                            | Argentina                                               | 4-0                                                     | Albania                                                 | Amistoso                                                | -                                                       | Sergio Batista                                          |
| 06/07/2011                                              | Santa Fe                                                | Argentina                                               | 0-0                                                     | Colombia                                                | Copa América 2011                                       | -                                                       | Sergio Batista                                          |
| 11/07/2011                                              | Córdoba                                                 | Argentina                                               | 3-0                                                     | Costa Rica                                              | Copa América 2011                                       | -                                                       | Sergio Batista                                          |
| 16/07/2011                                              | Santa Fe                                                | Argentina                                               | (4) 0-0 (5)                                             | Uruguay                                                 | Copa América 2011                                       | -                                                       | Sergio Batista                                          |
| 2/09/2011                                               | Kolkata                                                 | Venezuela                                               | 0-1                                                     | Argentina                                               | Amistoso                                                | -                                                       | Alejandro Sabella                                       |
| 6/09/2011                                               | Daca                                                    | Argentina                                               | 3-1                                                     | Nigeria                                                 | Amistoso                                                | -                                                       | Alejandro Sabella                                       |
| 7/10/2011                                               | Buenos Aires                                            | Argentina                                               | 4-1                                                     | Chile                                                   | Eliminatorias Brasil 2014                               | -                                                       | Alejandro Sabella                                       |
| 11/10/2011                                              | Puerto La Cruz                                          | Venezuela                                               | 1-0                                                     | Argentina                                               | Eliminatorias Brasil 2014                               | -                                                       | Alejandro Sabella                                       |
| 11/11/2011                                              | Buenos Aires                                            | Argentina                                               | 1-1                                                     | Bolivia                                                 | Eliminatorias Brasil 2014                               | -                                                       | Alejandro Sabella                                       |
| 15/11/2011                                              | Barranquilla                                            | Colombia                                                | 1-2                                                     | Argentina                                               | Eliminatorias Brasil 2014                               | -                                                       | Alejandro Sabella                                       |
| 29/02/2012                                              | Berna                                                   | Suiza                                                   | 1-3                                                     | Argentina                                               | Amistoso                                                | -                                                       | Alejandro Sabella                                       |
| 2/06/2012                                               | Buenos Aires                                            | Argentina                                               | 4-0                                                     | Ecuador                                                 | Eliminatorias Brasil 2014                               | -                                                       | Alejandro Sabella                                       |
| 9/06/2012                                               | Nueva Jersey                                            | Argentina                                               | 4-3                                                     | Brasil                                                  | Amistoso                                                | -                                                       | Alejandro Sabella                                       |
| 15/08/2012                                              | Fráncfort del Meno                                      | Alemania                                                | 1-3                                                     | Argentina                                               | Amistoso                                                | -                                                       | Alejandro Sabella                                       |
| 12/10/2012                                              | Mendoza                                                 | Argentina                                               | 3-0                                                     | Uruguay                                                 | Eliminatorias Brasil 2014                               | -                                                       | Alejandro Sabella                                       |
| 16/10/2012                                              | Santiago de Chile                                       | Chile                                                   | 1-2                                                     | Argentina                                               | Eliminatorias Brasil 2014                               | -                                                       | Alejandro Sabella                                       |
| 14/11/2012                                              | Riad                                                    | Arabia Saudita                                          | 0-0                                                     | Argentina                                               | Amistoso                                                | -                                                       | Alejandro Sabella                                       |
| 06/02/2013                                              | Solna                                                   | Suecia                                                  | 2-3                                                     | Argentina                                               | Amistoso                                                | -                                                       | Alejandro Sabella                                       |
| 22/03/2013                                              | Buenos Aires                                            | Argentina                                               | 3-0                                                     | Venezuela                                               | Eliminatorias Brasil 2014                               | -                                                       | Alejandro Sabella                                       |
| 07/06/2013                                              | Buenos Aires                                            | Argentina                                               | 0-0                                                     | Colombia                                                | Eliminatorias Brasil 2014                               | -                                                       | Alejandro Sabella                                       |
| 10/09/2013                                              | Buenos Aires                                            | Argentina                                               | 5-2                                                     | Paraguay                                                | Eliminatorias Brasil 2014                               | -                                                       | Alejandro Sabella                                       |
| 11/10/2013                                              | Buenos Aires                                            | Argentina                                               | 3-1                                                     | Perú                                                    | Eliminatorias Brasil 2014                               | -                                                       | Alejandro Sabella                                       |
| 18/11/2013                                              | Nueva Jersey                                            | Ecuador                                                 | 0-0                                                     | Argentina                                               | Amistoso                                                | -                                                       | Alejandro Sabella                                       |
| 18/11/2013                                              | St. Louis                                               | Bosnia y Herzegovina                                    | 0-2                                                     | Argentina                                               | Amistoso                                                | -                                                       | Alejandro Sabella                                       |
| Total                                                   |                                                         | Presencias                                              | 44                                                      |                                                         | Goles                                                   | 0                                                       |                                                         |

#### Eliminatorias

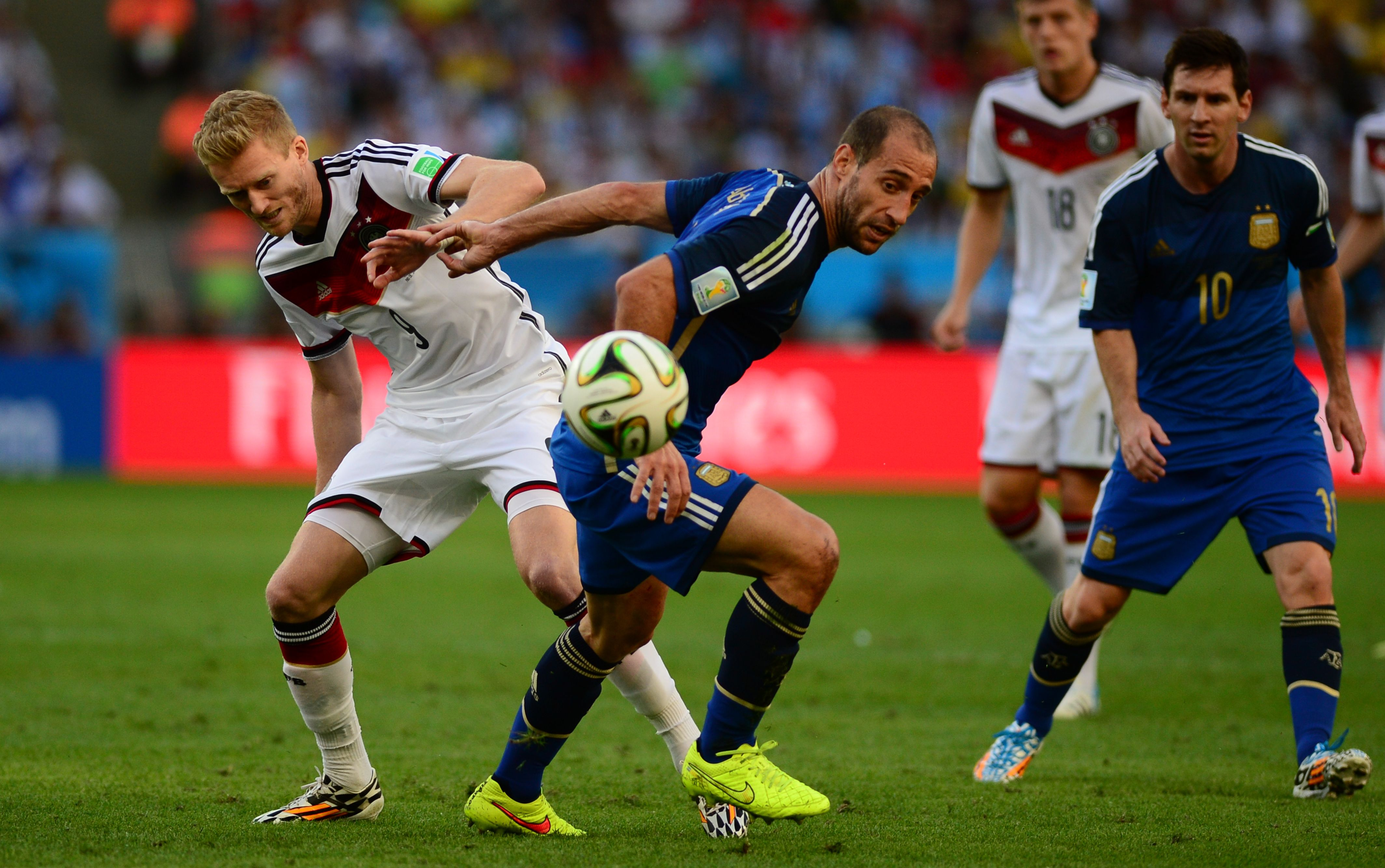
Zabaleta disputándole el balón a André Schürrle en la final del Mundial 2014.

Debutó el 3 de septiembre de 2005 frente a Paraguay por la Eliminatoria Alemania 2006 en Asunción donde la Argentina cayó derrotada por 1-0.
En el 2008, luego de su desempeño en los Juegos Olímpicos y en el Real Club Deportivo Espanyol, fue convocado para la Eliminatoria Sudáfrica 2010 en los duelos frente a Paraguay y Perú. Ante los primeros Zabaleta permaneció en el banco de suplentes sin ingresar, en cambio, frente a Perú ingresó en el segundo tiempo. Ambos fueron empates por 1-1. Posteriormente, en octubre, fue nuevamente convocado para disputar los partidos frente a Uruguay y Chile, donde no jugó ningún minuto.
Durante la era de Diego Maradona fue convocado únicamente para los partidos frente a Perú y Uruguay, no obstante, una lesión le impidió disputar los encuentros. De igual forma, con Sergio Batista tampoco disputó encuentros por las eliminatorias. No fue hasta que Alejandro Sabella asumió como entrenador que Zabaleta comenzó a ser asiduamente citado para encuentros por la clasificación a Copas Mundiales.
| Eliminatorias  | Partidos | Goles |   |   |
| -------------- | -------- | ----- | - | - |
| Alemania 2006  | 1        | 0     | 1 | 0 |
| Sudáfrica 2010 | 1        | 0     | 0 | 0 |
| Brasil 2014    | 7        | 0     | 3 | 0 |
| Total          | 9        | 0     | 4 | 0 |

#### Copa América
Fue citado para la Copa América 2011, disputada en Argentina, donde la selección cayó en cuartos de final frente al campeón, Uruguay. En dicho certamen Zabaleta participó de tres encuentros, dos correspondientes a la fase de grupos y el restante en cuartos de final. 
| Copa              | Sede      | Resultado        | Partidos | Goles |   |   |
| ----------------- | --------- | ---------------- | -------- | ----- | - | - |
| Copa América 2011 | Argentina | Cuartos de final | 3        | 0     | 1 | 0 |
| Copa América 2015 | Chile     | Subcampeón       | 5        | 0     | 0 | 0 |

### Participaciones en Copas del Mundo
| Mundial           | Sede   | Resultado  | Partidos | Goles |   |   |
| ----------------- | ------ | ---------- | -------- | ----- | - | - |
| Copa Mundial 2014 | Brasil | Subcampeón | 7        | 0     | 0 | 0 |

## Vida privada
Hijo de Jorge Zabaleta y Laura, y hermano mayor de Gianluca, Iván y Lucía, Zabaleta nació en Buenos Aires, pero desde muy chico fue a vivir a Arrecifes, aunque posteriormente se mudó a Buenos Aires una vez que entró en las inferiores de San Lorenzo. Ya siendo muy joven perdió a su madre, quién era la que lo acompañaba a los entrenamientos, en homenaje a ella posee su imagen tatuada en el pecho, además de que cada gol que convierte se lo dedica. Cursó sus estudios secundarios en la escuela N.º 6 de Lugano y, a pesar de que no entró en la universidad, consideró estudiar alguna carrera en la facultad. Se casó el 15 de junio de 2013 con Christel, nacida en Cataluña, a quien conoció en su paso por el Real Club Deportivo Espanyol. Con ella tuvo a su hijo Asier, nacido el 4 de abril de 2015 a las 18 horas en el Hospital St Mary's de Mánchester.

## Estadísticas

### Jugador
| C. A. San Lorenzo Argentina | 2002-03             | 11  | 0  | 0  | 0 | 1  | 0 | 12  | 0  |
| C. A. San Lorenzo Argentina | 2003-04             | 27  | 3  | 0  | 0 | 3  | 0 | 30  | 3  |
| C. A. San Lorenzo Argentina | 2004-05             | 28  | 5  | 0  | 0 | 9  | 0 | 37  | 5  |
| C. A. San Lorenzo Argentina | Total               | 66  | 8  | 0  | 0 | 13 | 0 | 79  | 8  |
| R. C. D. Espanyol · España | 2005-06             | 27  | 2  | 5  | 0 | 7  | 0 | 39  | 2  |
| R. C. D. Espanyol · España | 2006-07             | 20  | 0  | 3  | 0 | 9  | 0 | 32  | 0  |
| R. C. D. Espanyol · España | 2007-08             | 32  | 1  | 4  | 0 | 0  | 0 | 36  | 1  |
| R. C. D. Espanyol · España | Total               | 79  | 3  | 12 | 0 | 16 | 0 | 107 | 3  |
| Manchester City F. C. Inglaterra | 2008-09             | 29  | 1  | 2  | 0 | 11 | 0 | 42  | 1  |
| Manchester City F. C. Inglaterra | 2009-10             | 27  | 0  | 8  | 0 | 0  | 0 | 35  | 0  |
| Manchester City F. C. Inglaterra | 2010-11             | 26  | 2  | 8  | 0 | 11 | 0 | 45  | 2  |
| Manchester City F. C. Inglaterra | 2011-12             | 21  | 1  | 5  | 0 | 5  | 0 | 31  | 1  |
| Manchester City F. C. Inglaterra | 2012-13             | 30  | 2  | 7  | 1 | 5  | 0 | 42  | 3  |
| Manchester City F. C. Inglaterra | 2013-14             | 35  | 1  | 7  | 0 | 6  | 0 | 48  | 1  |
| Manchester City F. C. Inglaterra | 2014-15             | 29  | 1  | 1  | 0 | 6  | 1 | 36  | 2  |
| Manchester City F. C. Inglaterra | 2015-16             | 13  | 0  | 6  | 0 | 3  | 0 | 22  | 0  |
| Manchester City F. C. Inglaterra | 2016-17             | 20  | 1  | 5  | 1 | 7  | 0 | 32  | 2  |
| Manchester City F. C. Inglaterra | Total               | 230 | 9  | 49 | 2 | 54 | 1 | 333 | 12 |
| West Ham United F. C. Inglaterra | 2017-18             | 37  | 0  | 2  | 0 | 0  | 0 | 39  | 0  |
| West Ham United F. C. Inglaterra | 2018-19             | 26  | 0  | 1  | 0 | 0  | 0 | 27  | 0  |
| West Ham United F. C. Inglaterra | 2019-20             | 10  | 0  | 3  | 1 | 0  | 0 | 13  | 1  |
| West Ham United F. C. Inglaterra | Total               | 73  | 0  | 6  | 0 | 0  | 0 | 79  | 1  |
| Total en su carrera | Total en su carrera | 448 | 20 | 67 | 2 | 83 | 1 | 598 | 24 |
| (2) Incluye datos de la Copa del Rey, Supercopa de España, FA Cup, Carling Up y Community Shield. (2) Incluye datos de la Copa Libertadores, Copa Sudamericana, UEFA Champions League y UEFA Europa League. |                     |     |    |    |   |    |   |     |    |

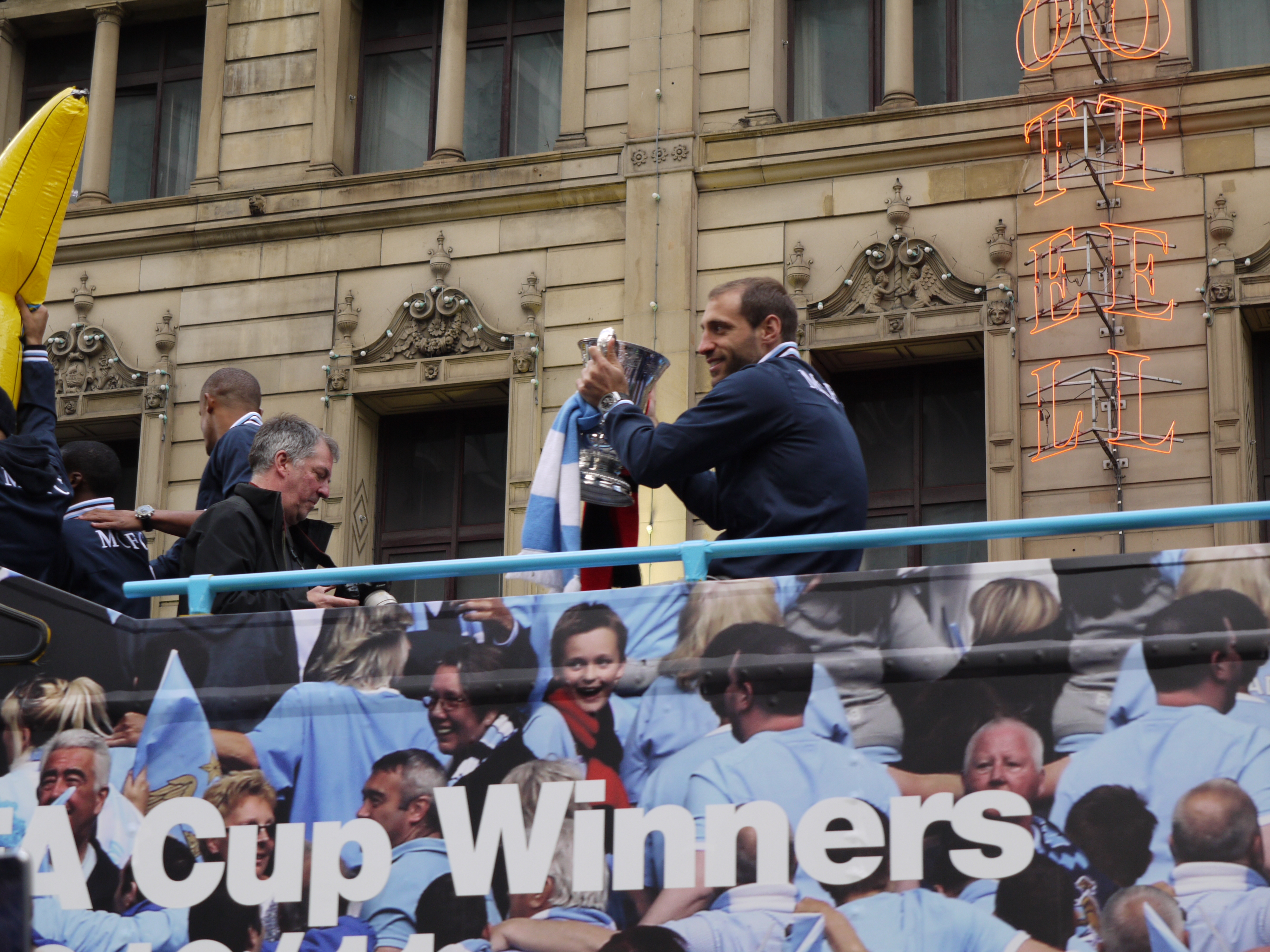
Zabaleta con la FA Cup obtenida en 2011.

| Competencia           | Detalle | Detalle | Detalle | Detalle |
| Competencia           | Part.   | Goles   |         |         |
| --------------------- | ------- | ------- | ------- | ------- |
| Sudamericano Sub-17   | 6       | 2       | 1       | 0       |
| Mundial Sub-17        | 6       | 1       | 1       | 0       |
| Sudamericano Sub-20   | 16      | 1       | 4       | 0       |
| Mundial Sub-20        | 12      | 3       | 1       | 0       |
| Juegos Olímpicos      | 6       | 0       | 1       | 0       |
| Eliminatorias         | 9       | 0       | 1       | 0       |
| Copa América          | 3       | 0       | 1       | 0       |
| Amistosos             | 19      | 0       | 0       | 0       |
| Total Selección       | 77      | 7       | 10      | 0       |
| Primera División      | 66      | 8       | 8       | 0       |
| Primera División      | 79      | 3       | 28      | 1       |
| Copa del Rey          | 10      | 0       | 3       | 0       |
| Supercopa de España   | 2       | 0       | 0       | 0       |
| Premier League        | 262     | 8       | 43      | 3       |
| FA Cup                | 32      | 2       | 5       | 1       |
| Copa de la Liga       | 19      | 0       | 2       | 0       |
| Community Shield      | 1       | 0       | 0       | 0       |
| Total Nacionales      | 371     | 17      | 89      | 5       |
| Copa Libertadores     | 5       | 0       | 2       | 0       |
| Copa Sudamericana     | 8       | 0       | 3       | 0       |
| UEFA Champions League | 14      | 0       | 5       | 0       |
| UEFA Europa League    | 37      | 0       | 8       | 0       |
| Total Internacionales | 64      | 0       | 18      | 0       |
|                       |         |         |         |         |
| Total                 | 504     | 24      | 119     | 5       |

### Asistente
| Equipo               | País    | Año             | Asistente de |
| -------------------- | ------- | --------------- | ------------ |
| Selección de Albania | Albania | 2023-Actualidad | Sylvinho     |

## Palmarés

### Títulos nacionales
| Título           | Club                  | País       | Año     |
| ---------------- | --------------------- | ---------- | ------- |
| Copa del Rey     | R. C. D. Espanyol     | España     | 2005-06 |
| FA Cup           | Manchester City F. C. | Inglaterra | 2010-11 |
| Premier League   | Manchester City F. C. | Inglaterra | 2011-12 |
| Community Shield | Manchester City F. C. | Inglaterra | 2012    |
| Copa de la Liga  | Manchester City F. C. | Inglaterra | 2013-14 |
| Premier League   | Manchester City F. C. | Inglaterra | 2013-14 |
| Copa de la Liga  | Manchester City F. C. | Inglaterra | 2015-16 |

### Títulos internacionales
| Título              | Club (*)           | País         | Año  |
| ------------------- | ------------------ | ------------ | ---- |
| Copa Sudamericana   | C. A. San Lorenzo  | Argentina    | 2002 |
| Sudamericano Sub-20 | Argentina sub-20   | Uruguay      | 2003 |
| Copa Mundial Sub-20 | Argentina sub-20   | Países Bajos | 2005 |
| Juegos Olímpicos    | Argentina olímpica | Beijing      | 2008 |

(*) Incluyendo la selección.

### Distinciones individuales
| Distinción                                                              | Año     |
| ----------------------------------------------------------------------- | ------- |
| "Thomas Cook Player of the Month" (enero)                               | 2009    |
| "Etihad Player of the Month" (diciembre)                                | 2012    |
| "Etihad Player of the Month" (enero)                                    | 2013    |
| PFA Team of the Year                                                    | 2012-13 |
| Etihad Player of the Year                                               | 2013    |
| Nominado al FIFA/FIFPro World XI                                        | 2014    |
| Incluido en el Equipo Ideal de la segunda fecha de la Copa América 2015 | 2015    |